# Las mozas del cántaro
Les Filles aux cruches
Las mozas del cántaro (« Les Filles aux cruches ») est une peinture réalisée par Francisco de Goya en 1791-1792 et faisant partie de la septième série des cartons pour tapisserie destinée au bureau de Charles IV à l'Escurial.

## Contexte de l'œuvre
Tous les tableaux de la septième série sont destinés au bureau de Charles IV, anciennement prince des Asturies et à qui étaient déjà destinées les six premières séries, au palais de l'Escurial. Le tableau a été peint entre fin 1792 et début 1792.
Il fut considéré perdu jusqu'en 1869, lorsque la toile fut découverte dans le sous-sol du Palais royal de Madrid par Gregorio Cruzada Villaamil, et fut remise au musée du Prado en 1870 par les ordonnances du 19 janvier et du 9 février 1870, où elle est exposée dans la salle 93. La toile est citée pour la première fois dans le catalogue du musée du Prado en 1876.
La série était composée de La Boda, Los Zancos, El Balancín, Las Gigantillas, Muchachos trepando a un árbol, El Pelele et Las Mozas del cántaro.

## Analyse

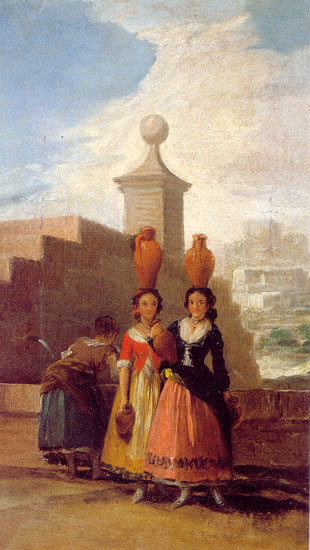
Esquisse de Las Mozas del cántaro, réalisée en 1791.

Trois femmes remplissent des cruches à la fontaine. Un garçon est au premier plan. Deux jeunes femmes sont au second plan, et portent chacune des cruches dont une sur la tête. Une troisième femme plus âgée est en retrait au troisième plan et reste tête nue. Les deux jeunes ont un clair mouvement de séduction vis-à-vis du spectateur : regard, déhanché. La dame âgée en retrait est courbée de dos dans l'ébauche mais dans la version finale, elle semble surveiller la scène et parle à l'oreille de l'une des jeunes.
La cruche sur la tête des demoiselles est usuellement interprétée comme un symbole de vertus féminine. 
Goya répète ici le schéma des enfants dans Los zancos, mais ici avec de jeunes femmes portant avec adresse féminine des cruches sur leur tête. Le carton est peint avec des coups de pinceaux rapides – la dame âgée par exemple. Alors que dans l'ébauche la femme âgée est de dos, courbée à la fontaine, elle est représentée de face dans la version finale. L'interprétation change totalement. 
Alors que dans l'ébauche nous avons un jeu de séduction entre le spectateur et les demoiselles qui profitent de l'inattention de la personne âgée, dans la version finale cette dernière évoque sans ambiguïté la matrone des scènes de Maja et Célestine et qui devint récurrent dans la production ultérieure de Goya (Maja et Célestine au balcon, Majas au balcon, etc). Certains critiques voient aussi dans ce carton l'une des nombreuses mise-en-scènes de Goya de la domination de la femme sur l'homme, comme dans El Pelele.
L'architecture imposante ajoute au symbolisme du tableau. Au-delà de l'interprétation classique comme allégorie de la séduction ou de la prostitution — même intention que dans le Cacharrero — la toile fait référence aux trois âges de la vie, comme dans El Columpio. Cependant, le garçon au premier plan ne figurait pas dans l'esquisse ; il semble avoir été ajouté pour conserver une harmonie avec d'autres œuvres de la série : Niños inflando una vejiga , Las gigantillas.